# Atletik under sommer-OL 1924
Atletik under sommer-OL 1924. Atletik var med for syvende gang på det olympiske program i 1924 i Paris. Udøvere fra 40 nationer, alle mænd, konkurrerede om 27 olympiske titler.

## Medaljer
| Atletik OL 1924 Paris | Atletik OL 1924 Paris | Atletik OL 1924 Paris | Atletik OL 1924 Paris | Atletik OL 1924 Paris | Atletik OL 1924 Paris |
| --------------------- | --------------------- | --------------------- | --------------------- | --------------------- | --------------------- |
| Nr.                   | Land                  | Guld                  | Sølv                  | Bronze                | Totalt                |
| 1.                    | USA                   | 12                    | 10                    | 10                    | 32                    |
| 2.                    | Finland               | 10                    | 5                     | 2                     | 17                    |
| 3.                    | Storbritannien        | 3                     | 3                     | 5                     | 11                    |
| 4.                    | Italien               | 1                     | 1                     | 0                     | 2                     |
| 5.                    | Australien            | 1                     | 0                     | 0                     | 1                     |
| 6.                    | Sverige               | 0                     | 3                     | 2                     | 5                     |
| 7.                    | Schweiz               | 0                     | 2                     | 0                     | 2                     |
| 8.                    | Sydafrika             | 0                     | 1                     | 1                     | 2                     |
| 9.                    | Argentina             | 0                     | 1                     | 0                     | 1                     |
| 9.                    | Ungarn                | 0                     | 1                     | 0                     | 1                     |
| 10.                   | Frankrig              | 0                     | 0                     | 3                     | 3                     |
| 11.                   | Estland               | 0                     | 0                     | 1                     | 1                     |
| 11.                   | Holland               | 0                     | 0                     | 1                     | 1                     |
| 11.                   | New Zealand           | 0                     | 0                     | 1                     | 1                     |
| 11.                   | Norge                 | 0                     | 0                     | 1                     | 1                     |
| Totalt                | Totalt                | 27                    | 27                    | 27                    | 81                    |

### 100 m
| Placering | Udøver          | Land | Tid     |
| --------- | --------------- | ---- | ------- |
| 1.        | Harold Abrahams | GBR  | 10,6 OR |
| 2.        | Jackson Scholz  | USA  | 10,7    |
| 3.        | Arthur Porritt  | NZL  | 10.8    |
| 4.        | Chester Bowman  | USA  |         |
| 5.        | Charles Paddock | USA  |         |
| 6.        | Loren Murchison | USA  |         |

### 200 m
| Placering | Udøver          | Land | Tid     |
| --------- | --------------- | ---- | ------- |
| 1.        | Jackson Scholz  | USA  | 21,6 OR |
| 2.        | Charles Paddock | USA  | 21,7    |
| 3.        | Eric Liddell    | GBR  | 21,9    |
| 4.        | George Hill     | USA  |         |
| 5.        | Bayes Norton    | USA  |         |
| 6.        | Harold Abrahams | GBR  |         |

### 400 m
| Placering | Udøver        | Land | Tid     |
| --------- | ------------- | ---- | ------- |
| 1.        | Eric Liddell  | GBR  | 47,6 VR |
| 2.        | Horatio Fitch | USA  | 48,4    |
| 3.        | Guy Butler    | GBR  | 48,6    |
| 4.        | David Johnson | CAN  |         |
| 5.        | John Taylor   | USA  |         |
|           | Josef Imbach  | SUI  |         |

### 800 m
| Placering | Udøver             | Land | Tid    |
| --------- | ------------------ | ---- | ------ |
| 1.        | Douglas Lowe       | GBR  | 1.52,4 |
| 2.        | Paul Martin        | SUI  | 1.52,6 |
| 3.        | Schuyler Enck      | USA  | 1:53.0 |
| 4.        | Henry Stallard     | GBR  | 1.53,0 |
| 5.        | William Richardson | USA  | 1.53,7 |
| 6.        | Ray Dodge          | USA  | 1.54,2 |

### 1500 m
| Placering | Udøver         | Land | Tid       |
| --------- | -------------- | ---- | --------- |
| 1.        | Paavo Nurmi    | FIN  | 3.53,6 OR |
| 2.        | Willy Schärer  | SUI  | 3.55,0    |
| 3.        | Henry Stallard | GBR  | 3.55,6    |
| 4.        | Douglas Lowe   | GBR  | 3.57,0    |
| 5.        | Raymond Buker  | USA  | 3.58,6    |
| 6.        | Lloyd Hahn     | USA  | 3.59,0    |

### 5000 m
| Placering | Udøver          | Land | Tid        |
| --------- | --------------- | ---- | ---------- |
| 1.        | Paavo Nurmi     | FIN  | 14.31,2 OR |
| 2.        | Ville Ritola    | FIN  | 14.31,4    |
| 3.        | Edvin Wide      | SWE  | 15.01,8    |
| 4.        | John Romig      | USA  | 15.12,4    |
| 5.        | Eino Seppälä    | FIN  | 15.18,4    |
| 6.        | Charles Clibbon | GBR  | 15.29,0    |

### 10000 m
| Placering | Udøver          | Land | Tid        |
| --------- | --------------- | ---- | ---------- |
| 1.        | Ville Ritola    | FIN  | 30.23,2 VR |
| 2.        | Edvin Wide      | SWE  | 30.55,2    |
| 3.        | Eero Berg       | FIN  | 31.43,0    |
| 4.        | Väinö Sipilä    | FIN  | 31.50,2    |
| 5.        | Ernest Harper   | GBR  |            |
| 6.        | HalLand Britton | GBR  |            |

### Maraton
| Placering | Udøver         | Land | Tid       |
| --------- | -------------- | ---- | --------- |
| 1.        | Albin Stenroos | FIN  | 2.41.22,6 |
| 2.        | Romeo Bertini  | ITA  | 2.47.19,6 |
| 3.        | Clarence DeMar | USA  | 2.48.14,0 |
| 4.        | Lauri Halonen  | FIN  | 2.49.47,4 |
| 5.        | Samuel Ferris  | GBR  | 2.52.26,0 |
| 6.        | Manuel Plaza   | CHI  | 2.52.26,0 |

Danske Aksel Jensen blev nummer 11 ud af 30 gennemførende i tiden 2.58.44.

### 110 m hæk
| Placering | Udøver                   | Land | Tid  |
| --------- | ------------------------ | ---- | ---- |
| 1.        | Daniel Kinsey            | USA  | 15,0 |
| 2.        | Sydney Atkinson          | SAF  | 15,0 |
| 3.        | Sten Pettersson          | SWE  | 15,4 |
| 4.        | Carl-Axel Christiernsson | SWE  | 15,5 |
| 5.        | Karl Anderson            | SWE  |      |
|           | George Guthrie           | USA  | DQ   |

### 400 m hæk
| Placering | Udøver             | Land | Tid  |
| --------- | ------------------ | ---- | ---- |
| 1.        | Morgan Taylor      | USA  | 52,6 |
| 2.        | Erik Wilén         | FIN  | 53,8 |
| 3.        | Ivan Riley         | USA  | 54,2 |
| 4.        | Géo André          | FRA  | 56,2 |
|           | Frederick Blackett | GBR  | DQ   |
|           | Charles Brookins   | USA  | DQ   |

### 3000 m forhindringsløb
| Placering | Udøver          | Land | Tid       |
| --------- | --------------- | ---- | --------- |
| 1.        | Ville Ritola    | FIN  | 9.33,6 OR |
| 2.        | Elias Katz      | FIN  | 9.44,0    |
| 3.        | Paul Bontemps   | FRA  | 9.45,2    |
| 4.        | Marvin Rick     | USA  | 9.56,4    |
| 5.        | Karl Ebb        | FIN  | 9.57,6    |
| 6.        | Evelyn Montague | GBR  |           |

### 4x100 m stafet
| Placering | Udøver                                                        | Land | Tid     |
| --------- | ------------------------------------------------------------- | ---- | ------- |
| 1.        | Louis Clarke Frank Hussey Alfred LeConey Loren Murchison      | USA  | 41,0 VR |
| 2.        | Harold Abrahams William Nichol Walter Rangeley Lancelot Royle | GBR  | 41,2    |
| 3.        | Jaap Boot Harry Broos Jan de Vries Rinus van den Berge        | NED  | 41,8    |
| 4.        | Ferenc Gerö Lajos Kurunczy László Muskát Gusztáv Rózsahegyi   | HUN  | 42,0    |
| 5.        | Maurice Degrelle Albert Heise René Mourlon André Mourlon      | FRA  | 42,2    |
|           | Karl Börner Heinz Hemmi Josef Imbach David Moriaud            | SUI  | DQ      |

### 4x400 m stafet
| Placering | Udøver                                                              | Land | Tid       |
| --------- | ------------------------------------------------------------------- | ---- | --------- |
| 1.        | Commodore Cochran William Stevenson Oliver MacDonald Alan Helffrich | USA  | 3.16,0 VR |
| 2.        | Erik Byléhn Nils Engdahl Artur Svensson Gustaf Weijnarth            | SWE  | 3.17,0    |
| 3.        | Guy Butler George Renwick Richard Ripley Edward Toms                | GBR  | 3.17,4    |
| 4.        | Horace Aylwin Allan Christie David Johnson William Maynes           | CAN  | 3.22,8    |
| 5.        | Raymond Fritz Gaston Féry Francis Galtier Barthélémy Favaudon       | FRA  | 3.23,4    |
| 6.        | Guido Cominotto Alfredo Gargiullo Ennio Maffiolini Luigi Facelli    | ITA  | 3.28,0    |

### 3000 m hold
| Placering | Udøver                                                                                  | Land | Point |
| --------- | --------------------------------------------------------------------------------------- | ---- | ----- |
| 1.        | Paavo Nurmi Ville Ritola Elias Katz                                                     | FIN  | 8     |
| 2.        | Bert MacDonald Harry Johnston George Webber                                             | GBR  | 14    |
| 3.        | Edward Kirby William Cox Willard Tibbetts                                               | USA  | 25    |
| 4.        | Paul Bontemps Armand Burtin Léonard Mascaux Camille Barbaud Jean Keller Lucien Duquesne | FRA  | 31    |

### Terrænløb individuelt (10,65 km)
| Placering | Udøver            | Land | Tid     |
| --------- | ----------------- | ---- | ------- |
| 1.        | Paavo Nurmi       | FIN  | 32.54,8 |
| 2.        | Ville Ritola      | FIN  | 34.19,4 |
| 3.        | Earl Johnson      | USA  | 35.21,0 |
| 4.        | Ernest Harper     | GBR  | 32.45,4 |
| 5.        | Henri Lauvaux     | FRA  | 36.44,8 |
| 6.        | Arthur Studenroth | USA  | 36.45,4 |

### Terrænløb hold (10,65 km)
| Placering                                                                     | Udøver                                                               | Land | Point |
| ----------------------------------------------------------------------------- | -------------------------------------------------------------------- | ---- | ----- |
| 1.                                                                            | Paavo Nurmi Ville Ritola Heikki Liimatainen                          | FIN  | 11    |
| 2.                                                                            | Earl Johnson Arthur Studenroth August Fager                          | USA  | 14    |
| 3.                                                                            | Henri Lauvaux Gaston Heuet Maurice Norland                           | FRA  | 20    |
|                                                                               | Ernest Harper John Benham Arthur Sewell Jack Webster Joseph Williams | GBR  | DNF   |
| Fabián Velasco Miguel Peña Miguel Palau Josá Andia Jesus Dieguez Amador Palma | ESP                                                                  | DNF  |       |
| Gösta Bergström Sidon Ebeling Sven Thuresson Edvin Wide                       | SWE                                                                  | DNF  |       |

### 10 km kapgang
| Placering | Udøver         | Land | Tid     |
| --------- | -------------- | ---- | ------- |
| 1.        | Ugo Frigerio   | ITA  | 47.49,0 |
| 2.        | Gordon Goodwin | GBR  | 48.37,9 |
| 3.        | Cecil McMaster | SAF  | 49.08,0 |
| 4.        | Donato Pavesi  | ITA  | 49.17,0 |
| 5.        | Arthur Schwab  | SUI  | 49.50,0 |
| 6.        | Ernest Clarke  | GBR  | 49.59,2 |

### Højdespring
| Placering | Udøver        | Land | Højde     |
| --------- | ------------- | ---- | --------- |
| 1.        | Harold Osborn | USA  | 1,98 m OR |
| 2.        | Leroy Brown   | USA  | 1,95 m    |
| 3.        | Pierre Lewden | FRA  | 1,92 m    |
| 4.        | Thomas Poor   | USA  | 1,88 m    |
| 5.        | Jenö Gáspár   | HUN  | 1,88 m    |
| 6.        | Helge Jansson | SWE  | 1,85 m    |

### Stangspring
| Placering | Udøver         | Land | Højde  |
| --------- | -------------- | ---- | ------ |
| 1.        | Lee Barnes     | USA  | 3,95 m |
| 2.        | Glen Graham    | USA  | 3,95 m |
| 3.        | James Brooker  | USA  | 3,90 m |
| 4.        | Henry Petersen | DEN  | 3,90 m |
| 5.        | Victor Pickard | CAN  | 3,80 m |
| 6.        | Ralph Spearow  | USA  | 3,70 m |

### Længdespring
| Placering | Udøver                 | Land | Længde  |
| --------- | ---------------------- | ---- | ------- |
| 1.        | William DeHart Hubbard | USA  | 7,445 m |
| 2.        | Edward Gourdin         | USA  | 7,275 m |
| 3.        | Sverre Hansen          | NOR  | 7,26 m  |
| 4.        | Vilho Tuulos           | FIN  | 7,07 m  |
| 5.        | Louis Wilhelme         | FRA  | 6,99 m  |
| 6.        | Christopher MacKintosh | GBR  | 6,92 m  |

### Trespring
| Placering | Udøver         | Land | Længde      |
| --------- | -------------- | ---- | ----------- |
| 1.        | Anthony Winter | AUS  | 15,525 m VR |
| 2.        | Luis Brunetto  | ARG  | 15,425 m    |
| 3.        | Vilho Tuulos   | FIN  | 15,37 m     |
| 4.        | Väinö Rainio   | FIN  | 15,01 m     |
| 5.        | Folke Janson   | SWE  | 14,97 m     |
| 6.        | Mikio Oda      | JPN  | 14,35 m     |

### Kulestød
| Placering | Udøver          | Land | Længde   |
| --------- | --------------- | ---- | -------- |
| 1.        | Clarence Houser | USA  | 14,995 m |
| 2.        | Glenn Hartranft | USA  | 14,895 m |
| 3.        | Ralph Hills     | USA  | 14,64 m  |
| 4.        | Hannes Torpo    | FIN  | 14,45 m  |
| 5.        | Norman Anderson | USA  | 14,29 m  |
| 6.        | Elmer Niklander | FIN  | 14,26 m  |

### Diskoskast
| Placering | Udøver          | Land | Længde      |
| --------- | --------------- | ---- | ----------- |
| 1.        | Clarence Houser | USA  | 46,155 m OR |
| 2.        | Vilho Niittymaa | FIN  | 44,95 m     |
| 3.        | Thomas Lieb     | USA  | 44,83 m     |
| 4.        | Augustus Pope   | USA  | 44,42 m     |
| 5.        | Ketil Askildt   | NOR  | 43,405 m    |
| 6.        | Glenn Hartranft | USA  | 42,49 m     |

### Hammerkast
| Placering | Udøver           | Land | Længde   |
| --------- | ---------------- | ---- | -------- |
| 1.        | Frederic Tootell | USA  | 53,295 m |
| 2.        | Matthew McGrath  | USA  | 50,84 m  |
| 3.        | Malcolm Nokes    | GBR  | 48,875 m |
| 4.        | Erik Eriksson    | FIN  | 48,74 m  |
| 5.        | Ossian Skiöld    | SWE  | 45,28 m  |
| 6.        | James McEachern  | USA  | 45,22 m  |

### Spydkast
| Placering | Udøver           | Land | Længde  |
| --------- | ---------------- | ---- | ------- |
| 1.        | Jonni Myyrä      | FIN  | 62,69 m |
| 2.        | Gunnar Lindström | SWE  | 60,92 m |
| 3.        | Eugene Oberst    | USA  | 58,35 m |
| 4.        | Yrjö Ekqvist     | FIN  | 57,56 m |
| 5.        | William Neufeld  | USA  | 56,96 m |
| 6.        | Erik Blomqvist   | SWE  | 56,85 m |

### Femkamp
| Placering | Udøver          | Land | Point |
| --------- | --------------- | ---- | ----- |
| 1.        | Eero Lehtonen   | FIN  | 14    |
| 2.        | Elemér Somfay   | HUN  | 16    |
| 3.        | Robert LeGendre | USA  | 18    |
| 4.        | Leo Leino       | FIN  | 23    |
| 5.        | Morton Kaer     | USA  | 24    |
| 6.        | Hugo Lahtinen   | FIN  | 27    |

Følgende grene indgik i femkamp:længdespring, spydkast, 200 meter, diskoskast og 1500 meter.

### Tikamp
| Placering | Udøver              | Land | Point       |
| --------- | ------------------- | ---- | ----------- |
| 1.        | Harold Osborn       | USA  | 7710,775 VR |
| 2.        | Emerson Norton      | USA  | 7350,895    |
| 3.        | Aleksander Klumberg | EST  | 7329,360    |
| 4.        | Antti Hussari       | FIN  | 7005,175    |
| 5.        | Edward SutherLand   | SAF  | 6794,1425   |
| 6.        | Ernst Gerspach      | SUI  | 6743,530    |